# Giuseppe Sculli
Giuseppe Sculli (Locri, 23 marzo 1981) è un ex calciatore italiano, di ruolo centrocampista o attaccante.

## Carriera
Club
Dopo aver mosso i primi passi nelle giovanili del Brancaleone, Sculli ha attirato l'attenzione della Juventus nel 1996 ma non trova spazio in prima squadra e viene ceduto in prestito per due anni al Crotone, con il quale totalizza complessivamente 8 reti e 51 presenze in serie B. Nel 2002 viene acquistato dal Modena, con cui esordisce in serie A il 14 settembre 2002 in occasione del match Modena-Milan, perso per 0-3. Nella successiva partita segna il primo gol, risultando decisivo per il successo in casa della Roma; nella partita successiva, giocata contro il Torino, segna due goal. Dopo l'esperienza modenese, conclusa con 8 reti e 31 presenze, nelle annate successive Sculli gioca con Chievo, Brescia e Messina per poi approdare nell'estate del 2006 al Genoa, ritrovando il tecnico Gasperini che lo aveva allenato nel settore giovanile bianconero; qui contribuisce, con 4 gol, al ritorno della squadra ligure in serie A. Il 17 settembre 2009, al debutto nelle coppe europee, va subito a segno. Nel gennaio 2011 firma per la Lazio: il 6 marzo è autore di una doppietta al Palermo. Esattamente un anno dopo, rientrato al Genoa, fa altrettanto con il Lecce. Un altro gol, ancora ai rosanero, assicura poi la permanenza dei liguri in A anche per il 2012-13, stagione in cui milita - sotto forma di prestito - al Pescara: l'unico gol segnato è proprio contro il Genoa, nella sfida che sancisce però la retrocessione della squadra abruzzese. Fa quindi ritorno a Genova, collezionando 10 presenze. Dopo un anno di inattività, per la stagione 2016-17 è tesserato dall'Accademia Pavese (in Eccellenza).
In carriera ha spesso vestito la maglia nº14, in onore del suo idolo Johan Cruijff.
Dopo il ritiro inizia a collaborare con l'agenzia di Simone Pepe.
Nazionale
Con le Nazionali giovanili ha vinto il Campionato europeo di calcio Under-21 2004 ed il bronzo olimpico ai successivi Giochi olimpici di Atene.

## Caratteristiche tecniche
Esterno d'attacco, giocava prevalentemente come ala.

## Controversie
Caso Crotone-Messina e altri fatti del passato
Solo poche settimane dopo il trasferimento al Genoa nel 2006, è stato punito con 8 mesi di squalifica per aver truccato, assieme ad alcuni compagni di squadra e dirigenti, la partita Crotone-Messina 1-2 del 2 giugno 2002 con i calabresi di Sculli già retrocessi in Serie C e i siciliani in piena lotta salvezza, con lo scopo di evitarne la retrocessione in cambio di denaro.

Respinto il ricorso dalla Corte di Giustizia Federale, ha dovuto scontare gli 8 mesi di squalifica. In questa vicenda Sculli risulta essere l'unico inquisito e punito poiché al momento del provvedimento disciplinare era l'unico giocatore tesserato e in attività dopo sei anni dalle vicende.
Nello stesso periodo, il pm Nicola Gratteri gli contestava l'associazione mafiosa per aver fatto pressioni sui cittadini di Bruzzano Zeffirio al fine di condizionarne l'espressione del voto in occasione delle elezioni. Inoltre, era indagato per tentato omicidio e successivamente anche per traffico internazionale di stupefacenti. Tutte le accuse mosse nei suoi confronti sono poi cadute, poiché la sua posizione è stata archiviata.
I rapporti con la malavita romana
Come risulta da pedinamenti e intercettazioni da parte della Polizia in riguardo alle presunte combine, Sculli ha avuto contatti con Massimo Carminati, punto di raccordo tra eversione di destra dei NAR e Banda della Magliana. In occasione di Roma-Genoa 1-0 del 18 marzo 2012 all'Hotel degli Aranci a Roma si è incontrato con Romano Massimo Papola, massaggiatore della Lazio già coinvolto nelle presunte combine di Lazio-Genoa e Lecce-Lazio del maggio 2011 con Stefano Mauri, e Giovanni De Carlo, uomo di Carminati. Secondo la Procura Sculli avrebbe inoltre incaricato il pregiudicato bosniaco Altic (fiancheggiatore della cosca siciliana dei Fiandaca e già in carcere per traffico di stupefacenti) di raccogliere un'ingente somma di denaro da puntare sulle partite truccate. Carminati e De Carlo vengono poi arrestati nel dicembre 2014 per Mafia Capitale. Secondo gli inquirenti, frequenti sono state le cene tra Sculli e De Carlo nel ristorante "Met-Villa Brasini" a piazzale Ponte Milvio a Roma. Non ci sono stati ulteriori risvolti giudiziari su questo fatto.
Caso Genoa-Siena e i rapporti con gli ultras genoani
In riferimento ai fatti di Genoa-Siena 1-4 del 22 aprile 2012 Giuseppe Sculli è stato squalificato per un mese per non aver detto il vero alla Procura della Federcalcio sui suoi rapporti con la tifoseria genoana (fu l'unico a non togliersi la maglia) e in particolare con l'ultrà Massimo Leopizzi, pregiudicato neo-fascista.
Calcioscommesse
Nel maggio 2012 nell'ambito dell'inchiesta sul calcioscommesse il gip Guido Salvini non accoglie la richiesta del pm Roberto Di Martino di arrestare Sculli il quale sarebbe stato uno dei promotori della combine di Lazio-Genoa 4-2 del maggio 2011 per la quale sono stati arrestati Omar Milanetto e Stefano Mauri e indagati, oltre allo stesso Sculli, anche Domenico Criscito e K'akhaber K'aladze.
Secondo gli inquirenti che lo stavano intercettando, insieme al pregiudicato ultrà genoano Safet Altic, Sculli nel maggio 2011 aveva intenzione di ricattare l'allora compagno di squadra Luca Toni, ritratto in alcune foto in atteggiamento disinibito con delle ragazze, qualora non avesse voluto partecipare a qualche combine.
Il 30 novembre dello stesso anno la procura di Cremona chiede una proroga di sei mesi per lui e altri 32 degli indagati per il calcioscommesse iscritti nel registro nel maggio scorso.
Il 9 febbraio 2015 la procura di Cremona termina le indagini e per Sculli, Criscito e Kaladze viene disposta l'archiviazione.
Presunto pestaggio di Fabrizio Corona
Dopo l'arresto di Fabrizio Corona nell'ottobre 2016 è uscita la notizia di un presunto pestaggio nei suoi confronti da parte di un amico di Sculli avvenuto ad agosto in un bar della movida milanese in presenza del calciatore e il motivo sarebbe stata una richiesta estorsiva di soldi da parte di Sculli a Corona, non concessi da quest'ultimo. Corona sarebbe stato più volte minacciato, a Ferragosto sarebbero esplosi dei petardi in un cassonetto sotto casa (fatto segnalato alle autorità dall'ex moglie Nina Morić preoccupata per il figlio Carlos) e inoltre la sua collaboratrice avrebbe subito due furti in casa sua dove poi la polizia avrebbe ritrovato 1.700.000 euro il giorno del suo arresto. La vicenda non ha avuto seguito giudiziario.

## Statistiche

### Presenze e gol nei club
| Stagione        | Squadra          | Campionato      | Campionato | Campionato | Coppe nazionali | Coppe nazionali | Coppe nazionali | Coppe europee | Coppe europee | Coppe europee | Altre coppe | Altre coppe | Altre coppe | Totale | Totale |
| Stagione        | Squadra          | Comp            | Pres       | Reti       | Comp            | Pres            | Reti            | Comp          | Pres          | Reti          | Comp        | Pres        | Reti        | Pres   | Reti   |
| --------------- | ---------------- | --------------- | ---------- | ---------- | --------------- | --------------- | --------------- | ------------- | ------------- | ------------- | ----------- | ----------- | ----------- | ------ | ------ |
| 1998-1999       | Juventus         | A               | -          | -          | CI              | -               | -               | -             | -             | -             | -           | -           | -           | 0      | 0      |
| 1999-2000       | Juventus         | A               | -          | -          | CI              | -               | -               | -             | -             | -             | -           | -           | -           | 0      | 0      |
| 2000-2001       | Crotone          | B               | 24         | 3          | CI              | 2               | 0               | -             | -             | -             | -           | -           | -           | 26     | 3      |
| 2001-2002       | Crotone          | B               | 27         | 5          | CI              | -               | -               | -             | -             | -             | -           | -           | -           | 27     | 5      |
| Totale Crotone  | Totale Crotone   | Totale Crotone  | 51         | 8          |                 | 2               | 0               |               |               |               |             |             |             | 53     | 8      |
| 2002-2003       | Modena           | A               | 31         | 8          | CI              | 1               | 0               | -             | -             | -             | -           | -           | -           | 32     | 8      |
| 2003-2004       | ChievoVerona     | A               | 18         | 2          | CI              | 2               | 1               | -             | -             | -             | -           | -           | -           | 20     | 3      |
| 2004-2005       | Brescia          | A               | 28         | 0          | CI              | -               | -               | -             | -             | -             | -           | -           | -           | 28     | 0      |
| 2005-2006       | Messina          | A               | 34         | 2          | CI              | -               | -               | -             | -             | -             | -           | -           | -           | 34     | 2      |
| 2006-2007       | Genoa            | B               | 11         | 4          | CI              | 1               | 0               | -             | -             | -             | -           | -           | -           | 12     | 4      |
| 2007-2008       | Genoa            | A               | 34         | 4          | CI              | 1               | 0               | -             | -             | -             | -           | -           | -           | 35     | 4      |
| 2008-2009       | Genoa            | A               | 35         | 8          | CI              | 3               | 0               | -             | -             | -             | -           | -           | -           | 38     | 8      |
| 2009-2010       | Genoa            | A               | 37         | 6          | CI              | 1               | 0               | UEL           | 8             | 2             | -           | -           | -           | 46     | 8      |
| 2010-gen. 2011  | Genoa            | A               | 8          | 0          | CI              | 1               | 1               | -             | -             | -             | -           | -           | -           | 9      | 1      |
| gen.-giu. 2011  | Lazio            | A               | 13         | 2          | CI              | -               | -               | -             | -             | -             | -           | -           | -           | 13     | 2      |
| 2011-gen. 2012  | Lazio            | A               | 11         | 2          | CI              | 1               | 0               | UEL           | 6             | 3             | -           | -           | -           | 18     | 5      |
| gen.-giu. 2012  | Genoa            | A               | 17         | 3          | CI              | 1               | 0               | -             | -             | -             | -           | -           | -           | 18     | 3      |
| 2012-gen. 2013  | Lazio            | A               | 0          | 0          | CI              | 0               | 0               | UEL           | -             | -             | -           | -           | -           | 0      | 0      |
| gen.-giu. 2013  | Pescara          | A               | 10         | 1          | CI              | -               | -               |               | -             | -             |             | -           | -           | 10     | 1      |
| 2013-gen. 2014  | Lazio            | A               | -          | -          | CI              | -               | -               | UEL           | -             | -             | -           | -           | -           | 0      | 0      |
| gen.-giu. 2014  | Genoa            | A               | 10         | 0          | -               | -               | 0               | -             | -             | -             | -           | -           | -           | 10     | 0      |
| Totale Genoa    | Totale Genoa     | Totale Genoa    | 152        | 25         |                 | 8               | 1               |               | 8             | 2             |             |             |             | 168    | 28     |
| 2014-2015       | Lazio            | A               | -          | -          | CI              | -               | -               | -             | -             | -             | -           | -           | -           | 0      | 0      |
| Totale Lazio    | Totale Lazio     | Totale Lazio    | 24         | 4          |                 | 1               | 0               |               | 6             | 3             |             |             |             | 31     | 7      |
| 2016-2017       | Accademia Pavese | Ecc.            | 23         | 31         |                 | 1               | 2               | -             | -             | -             | -           | -           | -           | 24     | 33     |
| Totale carriera | Totale carriera  | Totale carriera | 372        | 81         |                 | 15              | 4               |               | 14            | 5             |             |             |             | 401    | 89     |

## Palmarès

### Nazionale
- Campionato d'Europa Under-21: 1

Germania 2004
- Bronzo olimpico: 1

Atene 2004